# 博茨瓦纳工会联合会
博茨瓦纳工会联合会（Botswana Federation of Trade Unions，简称BFTU）是博茨瓦纳的国家级工会联合会，成立于1977年，全国90%的工会（包括所有主要工会）均是其成员。BFTU曾经历重组，有25个下属工会进行整合，变为13个工会。BFTU隶属于国际工会联合会和非洲工会统一组织。